# Europe (album)
Europe – debiutancki album szwedzkiej grupy o tej samej nazwie.

## Lista utworów
1. "In the Future to Come" (Joey Tempest) – 5:00
2. "Farewell" (Tempest) – 4:16
3. "Seven Doors Hotel" (Tempest) – 5:16
4. "The King Will Return" (Tempest) – 5:35
5. "Boyazont" (utwór instrumentalny; John Norum, Eddie Meduza) – 2:32
6. "Children of This Time" (Tempest) – 4:55
7. "Words of Wisdom" (Tempest) – 4:05
8. "Paradize Bay" (Tempest) – 3:53
9. "Memories" (Tempest) – 4:32

## Twórcy
- Joey Tempest – śpiew, gitary akustyczne, keyboardy
- John Norum – gitary, śpiew w tle
- John Levén – gitara basowa
- Tony Reno – perkusja